# هولتسن
هولتسن (به آلمانی: Holzen) یک شهر در آلمان است که در Holzminden واقع شده‌است. هولتسن ۶۷۳ نفر جمعیت دارد.